# Loopre (Põltsamaa)
Loopre (Duits: Loper) is een plaats in de gemeente Põltsamaa, provincie Jõgevamaa in Estland. De plaats heeft de status van dorp (Estisch: küla) en telt 23 inwoners (2021).
De plaats lag tot in oktober 2017 in de gemeente Pajusi. In die maand ging Pajusi op in de gemeente Põltsamaa.

## Geschiedenis
Loopre werd voor het eerst genoemd in 1583 onder de naam Lauper. In 1601 heette het dorp Laupera, in 1638 Lohper en in 1797 Loper. Vanaf de vroege 17e eeuw viel het onder het landgoed van Pajusi.